# 상감마마 미워요
"상감마마 미워요"는 1967년 공개된 대한민국의 영화이다.

## 배역
- 신영균
- 남정임
- 이빈화
- 전계현
- 한은진
- 이순재
- 장훈
- 박상익
- 김희준
- 정복순
- 임화숙
- 김옥주
- 추석양
- 함소민
- 임해림
- 윤일봉
- 김기범
- 최창호
- 나일
- 홍동은
- 김경란
- 김지영
- 문미봉
- 송일근
- 최병관